# Veronica wormskjoldii
Veronica wormskjoldii — вид рослин родини Подорожникові (Plantaginaceae), поширений на півночі Північної Америки. Рослина названа на честь данського ботаніка й дослідника, збирача рослин у Ґренландії та Камчатці, Мортена Вормскьольда (дан. Morten Wormskiold).

## Опис
Це кореневищна (0.5–1 мм завширшки) багаторічна трава. Є волокнисті корені, каудекс відсутній. Стебла, в основному, нерозгалужені, від лежачих до піднятих, заввишки до 25–40 см, укриті довгими волосками. Супротивні прості листки довжиною від 2 до 4 см, без черешків, з одною центральною жилкою; обидві поверхні гладкі, поля цілі.
Квіткові стебла з листям, волохаті; волоски білі. Суцвіття (китиця) волосате, залозисте, з квітами на кінчику стебла. Квіти: чашечка волосата, волоски залозисті, білі; зелених чашолистків 4; синіх пелюсток 4; тичинок 2. Коробочка коричнева або фіолетова, довжиною до 1.5 см, містить крихітне сплюснуте насіння.

## Поширення, екологія
Північна Америка: Ґренландія, Канада, США.
Населяє сніжні плями, уздовж струмків, погано дреновані вологі ділянки, вологі схили, мохові ділянки з високим органічним вмістом.

## Галерея

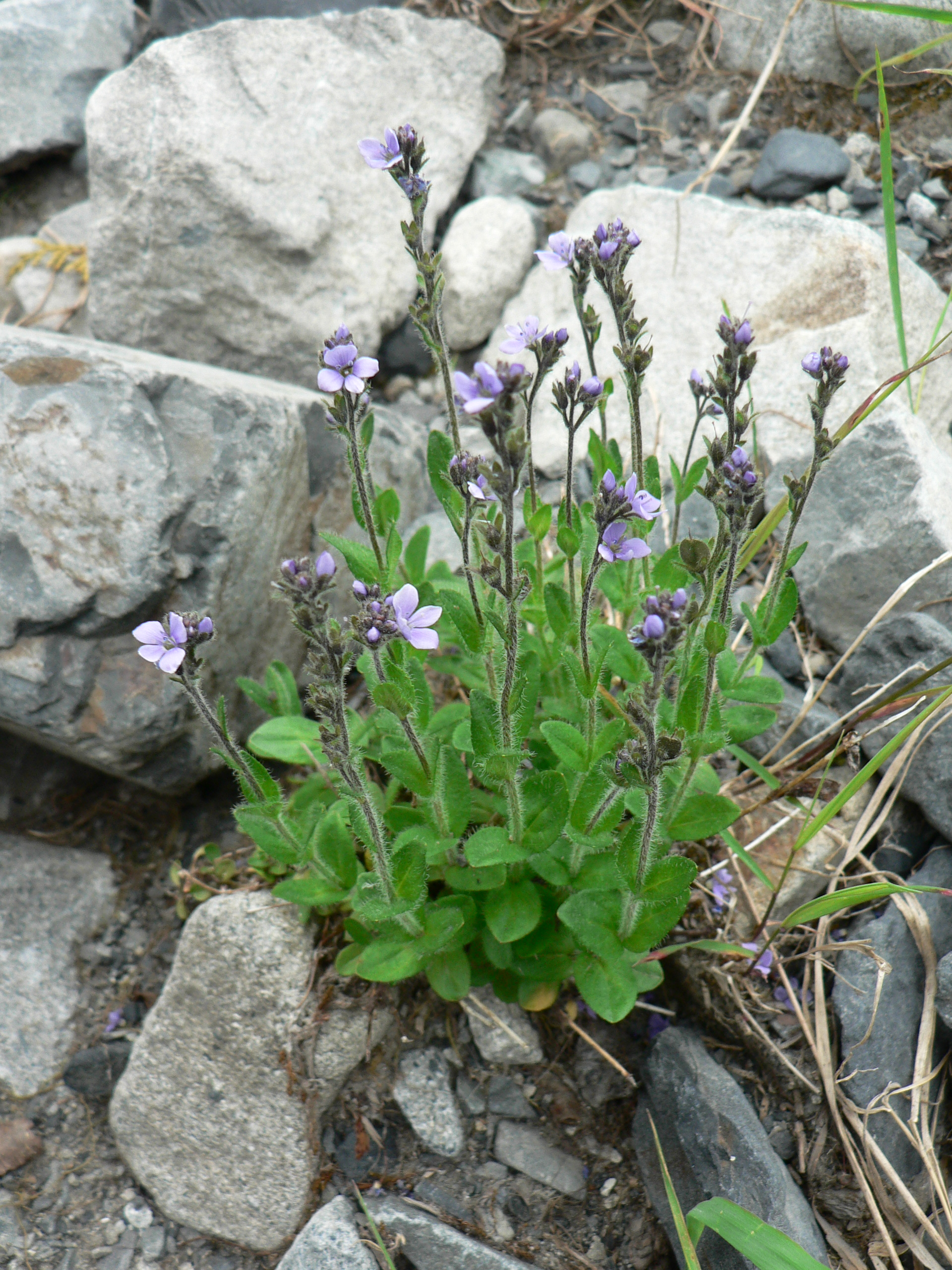
рослина
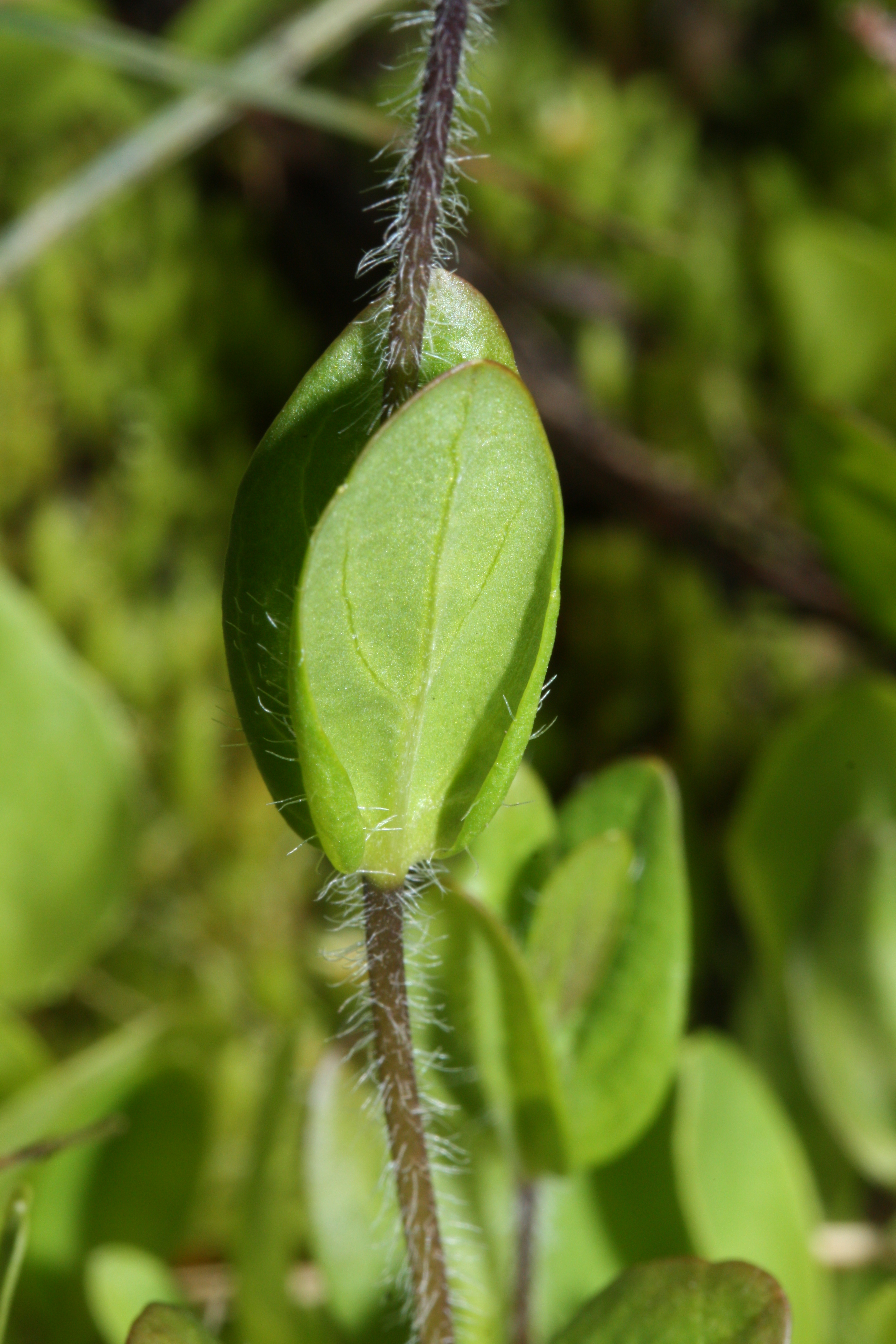
листя
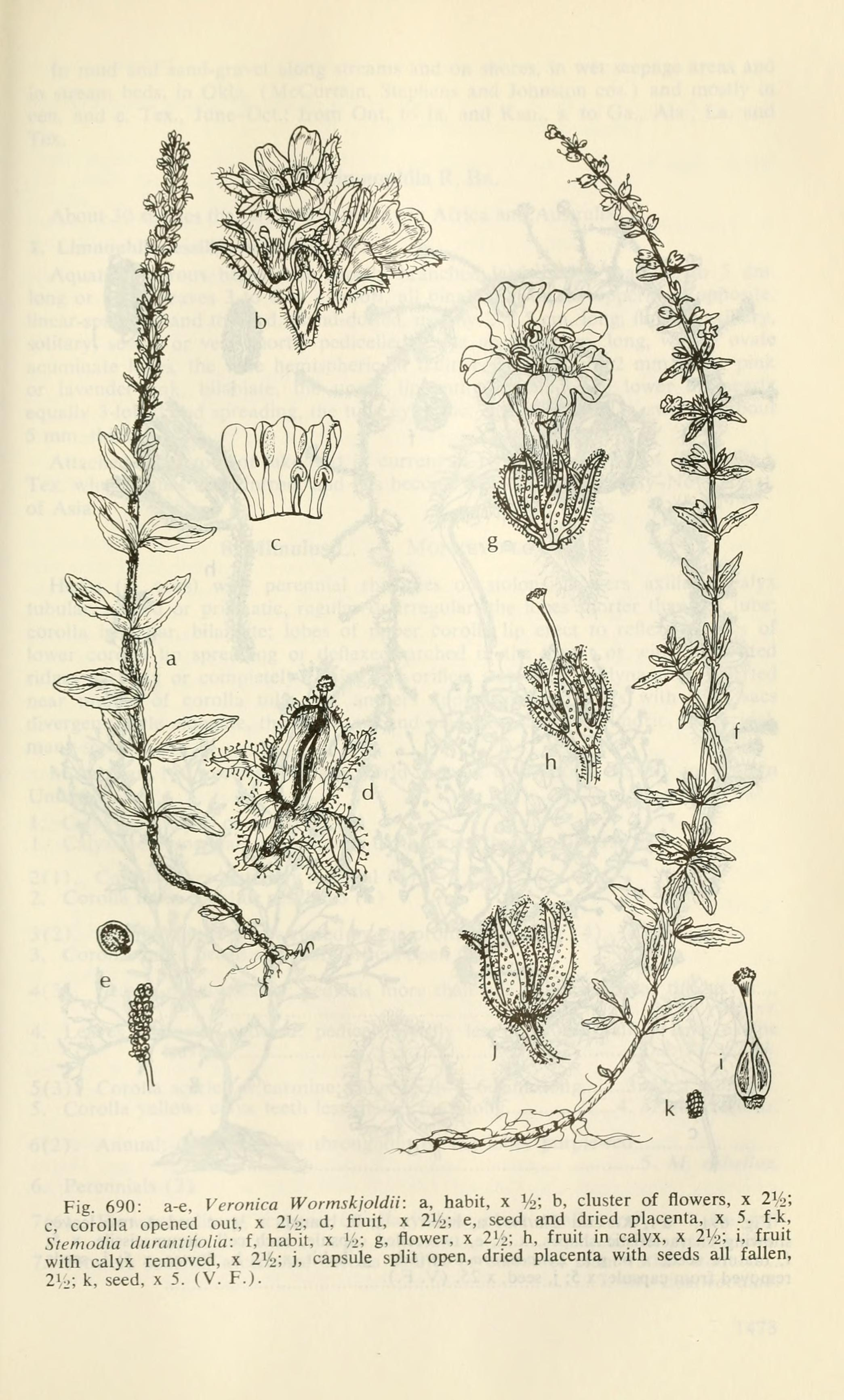
ілюстрація